# Middle of Nowhere (album)
Pour les articles homonymes, voir Middle of nowhere.
Albums de Hanson
MMMBop
(1996) Snowed In (en)
(1997)
Middle of Nowhere (1997) est le premier album studio du groupe pop rock américain Hanson. C'est le premier album du groupe lancé par un label discographique (PolyGram Music et Mercury Records). L'album sort alors que les membres du groupe sont âgés de 11 à 16 ans et reçoit de bonnes critiques. Cinq singles en sont tirés : MMMBop, Where's the Love (en), I Will Come to You (en), Weird et Thinking of You (en).

## Ventes
L'album se vend à environ 10 millions de copies à travers le monde, dont un peu moins de 4 aux États-Unis et 4 au Royaume-Uni.

## Pistes
Toutes les chansons sont écrites par Isaac Hanson (en), Taylor Hanson et Zachary Hanson. Les autres auteurs sont ajoutés entre parenthèses.
1. Thinking of You – 3:13
2. MMMBop – 4:28
3. Weird – 4:02 (Desmond Child)
4. Speechless – 4:20 (Stephen Lironi)
5. Where's the Love (en) – 4:13 (Mark Hudson, Sander Salover)
6. Yearbook – 5:29 (Ellen Shipley (en))
7. Look at You – 4:28 (Stephen Lironi)
8. Lucy – 3:35 (Mark Hudson)
9. I Will Come to You (en) – 4:11 (Barry Mann, Cynthia Weil)
10. A Minute Without You – 3:55 (Mark Hudson)
11. Madeline – 4:13 (Cliff Magness)
12. With You in Your Dreams – 3:56
13. Man from Milwaukee" [CD-only hidden track] – 3:38

## Artisans
Hanson
- Zachary Hanson – percussions, voix,
- Taylor Hanson – claviers, piano, voix,
- Isaac Hanson (en) – guitare, voix.

Musiciens
- Stephen Lironi – guitare guitare bassee, guitare, percussions, programmation, producteur, claviers,
- Peter Kent – violon,
- Michael Fischer – percussions
- Carole Mukogawa,
- John Wittenberg – violon,
- Michito Sanchez – percussions
- Larry Corbett – violoncelle,
- Steve Richards – violoncelle,
- Ged Lynch (en) – batterie, percussions,
- Nick Vincent – batterie,
- Endre Granat (en) – violon,
- Abraham Laboriel Junior – batterie,
- David Campbell,
- Abraham Laboriel – guitare basse,
- Neil Stubenhaus (en) – guitare basse,
- B.J. Cole (en),
- Sandy Stein – claviers,
- Mark Hudson – harmonica,
- Murray Adler – violon.

Autres
- Roger Love – directeur vocal,
- Margery Greenspan – direction artistique,
- Steve Greenberg (en) – producteur exécutif,
- Barry Mann – directeur vocal,
- Marina Chavez – photographie,
- Ted Jensen – mastering,
- The Dust Brothers – programmation, production,
- Mark Hudson – directeur vocal

## Palmarès
| Palmarès (1997)                   | Position |
| --------------------------------- | -------- |
| Australie                         | 1        |
| Autriche                          | 2        |
| Flandre                           | 2        |
| Wallonie                          | 15       |
| Canada                            | 4        |
| Danemark                          | 5        |
| Europe (European Hot 100 Singles) | 3        |
| Finlande                          | 4        |
| France                            | 15       |
| Allemagne                         | 1        |
| Hongrie                           | 29       |
| Italie                            | 23       |
| Irlande                           | 6        |
| Japon                             | 10       |
| Malaysie                          | 4        |
| Pays-Bas                          | 5        |
| Nouvelle-Zélande                  | 4        |
| Norvège                           | 7        |
| Portugal                          | 8        |
| Écosse                            | 6        |
| Espagne                           | 10       |
| Suède                             | 4        |
| Suisse                            | 2        |
| Taïwan                            | 1        |
| Royaume-Uni                       | 1        |
| États-Unis                        | 2        |

| palmarès (1997)         | position |
| ----------------------- | -------- |
| Australia Albums charts | 3        |

| palmarès (1990–99) | position |
| ------------------ | -------- |
| US Billboard 200   | 89       |

## Certifications
| Région                                                                                                 | Certification | Ventes/Streams |
| --- | ------------- | -------------- |
| Australie (ARIA)                                                                                       | 5 × Platine   | 70 000^        |
| Autriche (IFPI)                                                                                        | Or            | 0x             |
| Belgique (BEA)                                                                                         | 2 × Platine   | 0*             |
| Brésil (ABPD)                                                                                          | Platine       | 0*             |
| Canada (Music Canada)                                                                                  | 5 × Platine   | 0^             |
| Finlande (IFPI)                                                                                        | Or            | 31 809         |
| France (SNEP)                                                                                          | 2 × Or        | 100 000*       |
| Allemagne (BM)                                                                                         | Or            | 0^             |
| Hong Kong (IFPI)                                                                                       | Or            | 0*             |
| Japon (RIAJ)                                                                                           | Platine       | 238 760^       |
| Mexique (AMPFV)                                                                                        | Or            | 0^             |
| Nouvelle-Zélande (RMNZ)                                                                                | 3 × Platine   | 15 000^        |
| Pologne (ZPAV)                                                                                         | Or            | 0*             |
| Espagne (PME)                                                                                          | Or            | 0^             |
| Suède (GLF)                                                                                            | Platine       | 0^             |
| Suisse (IFPI)                                                                                          | Platine       | 0x             |
| Royaume-Uni (BPI)                                                                                      | Or            | 4 000 000^     |
| États-Unis (RIAA)                                                                                      | 4 × Platine   | 4 000 000^     |
| Résumé                                                                                                 |               |                |
| Europe (IFPI)                                                                                          | Platine       | 1 000 000*     |
| *Ventes selon la certification ^Mise en rayon selon la certification xNon précisé par la certification |               |                |